# リリー・コリンズ
リリー・ジェーン・コリンズ（Lily Jane Collins, 1989年3月18日 - ）は、イギリス出身のアメリカ人女優、モデル。 父はイギリスのミュージシャンであるフィル・コリンズ。

## 来歴

### 生い立ち
イングランド・サリー州ギルフォードにてミュージシャンである父フィル・コリンズと、その2番目の妻のビバリー・ヒルズ・ウィメンズクラブ元会長であるジル・タヴェルマンの間に生まれる。2歳でBBCのテレビシリーズ『愉快なシーバー家』の英国版に出演。両親の離婚後、5歳で母と共にアメリカのカリフォルニア州ロサンゼルスへ移住し演劇を学んだ。2008年、南カリフォルニア大学大学院のアンネンバーグコミュニケーション学部に通った。大学初の代表として、メープルカウンセリングセンターの評議委員を務め、10代の子供とその親が心を開いて会話ができるプログラム"トーク・モア・クリエイト・コネクションズ"を設置。

### キャリア
初めて女優として出演したのは、コリンズが2歳の時だった。
ジャーナリズムに対して非常に興味を持っており、10代の頃に英ファッション誌『ELLE Girl』で「LAコンフィデンシャル」という欄を開設し、読者にロサンゼルスのトレンドやホットスポットを紹介する記事を書いた。『ロサンゼルス・タイムズ』などにもコラムを書いている。また、米雑誌『Seventeen』のために民主党と共和党大会を取材し、2008年にはニコロデオン放送の番組 Kids Pick the President のキャンペーンのために Seventeen.com にブログを書いた。ニコロデオンの顔として、7歳から12歳くらいの年齢層にエンターテインメントやポップカルチャーなどの最新情報を届けており、ニコロデオン史上初の就任式放送である米大統領バラク・オバマの就任式なども含まれる。ニコロデオンの Hollywood Hang の司会を務め、同番組で放送されるテレビシリーズの撮影現場や映画のプレミア会場、授賞式の中継など様々なイベント会場でレポートを行っており、2008年ヤングハリウッド賞の"レッドカーペット新人調査員賞"を受賞した。
モデルとしても活動しており、2008年にはスペインの『グラマー』誌で"最優秀国際モデル賞"に選ばれ、2009年に同誌の表紙を飾った。2013年10月には2014年よりフランスの化粧品ブランド「ランコム」の新たな宣伝大使に就任することが発表され、ミューズとして華やかに活動している。
2008-2009シーズンの『新ビバリーヒルズ青春白書』（90210）シーズン1の最終話を含む2話に出演し、同じ2009年にはアメリカの雑誌『マクシム』の"ザ・ホッテストドウター・オブ・ロックスター（最も人気のあるロックスターの娘の意）"の一人に選ばれた。また、この年に公開された映画『幸せの隠れ場所』にサンドラ・ブロック演じるレイ・アン・テューイの娘コリンズ・テューイ役で出演した。2011年には映画『プリースト』でのルーシー役や、テイラー・ロートナー主演の『ミッシング ID』のカレン・マーフィー役で出演している。
2012年には『白雪姫と鏡の女王』の白雪姫の役で初主演を務め、英テレグラフの記者ロビー・コリンは彼女を「リリーはとても愛らしく、素晴らしく、オードリー・ヘプバーンにリアム・ギャラガーの眉をつけたような完璧な顔をしている。彼女の笑顔は理想的なほどの純粋さとセクシーさを兼ね備えている」と表現した 。また、この作品のダンスシーンで使われている"I Believe(in Love)"で父親譲りの歌声を披露している。7月にプロモーションのため訪日した。
2012年秋、コメディ・ドラマ映画 Stuck in Love に出演しトロント国際映画祭でプレミア上演された。
2013年、カサンドラ・クレアの人気小説を原作とする映画『シャドウハンター』では主人公のクラリー・フライを演じた。同年、映画『45歳からの恋の幕アケ!!』でジュリアン・ムーアと共演した。
2014年、ロマンティック・コメディドラマ映画『あと1センチの恋』で主演（ロージー役）を務め、サム・クラフリン演じる幼なじみとの恋と友情を描いたラブストーリーに出演。12月に3度目の訪日をしている。

### 人物
米『NYLON』誌のインタビューで「イギリスの田舎で育った私は野原を駆け回って自分で物語を作っていた。本を読んで頭で映像を作るような女の子だった」「私は遊び歩いたりしないし、パーティーにもいかないの。お酒やドラッグをやったこともない。そんなのは私じゃないしこれからもそうはならないと思う。」と語っている。
プライベートでは、過去にテイラー・ロートナーやザック・エフロン、ノア・センティネオと噂があり、2013年7月までは俳優のジェイミー・キャンベル・バウアーと交際していた。
2020年9月に自身のInstagramにてチャーリー・マクダウェルとの婚約を発表。2021年9月7日に式を挙げたことを自身のInstagramにて発表した。
2025年1月31日(現地時間)にInstagramで夫婦共同声明を発表し、代理母出産で娘の誕生を報告した。

## 主な出演作品

### 映画
| 公開年 | 邦題 原題                                                   | 役名                   | 備考                                                                                        | 吹替           |
| ------ | ----------------------------------------------------------- | ---------------------- | ------------------------------------------------------------------------------------------- | -------------- |
| 2009   | しあわせの隠れ場所 The Blind Side                           | コリンズ・テューイ     |                                                                                             | 武田華         |
| 2011   | プリースト Priest                                           | ルーシー・ペース       |                                                                                             | 寿美菜子       |
| 2011   | ミッシング ID Abduction                                     | カレン・マーフィー     |                                                                                             | 木下紗華       |
| 2012   | 白雪姫と鏡の女王 Mirror Mirror                              | 白雪姫                 |                                                                                             | 小松未可子     |
| 2012   | ハッピーエンドが書けるまで Stuck in Love                    | サマンサ・ボルゲン     |                                                                                             | 福原綾香       |
| 2013   | 45歳からの恋の幕アケ!! The English Teacher                  | ハル・アンダーソン     | 日本劇場未公開                                                                              | （吹替版なし） |
| 2013   | シャドウハンター The Mortal Instruments: City of Bones      | クラリー・フライ       |                                                                                             | 木下紗華       |
| 2014   | あと1センチの恋 Love, Rosie                                 | ロージー・ダン         |                                                                                             | 藤村歩         |
| 2016   | ハリウッド・スキャンダル Rules Don't Apply                  | マーラ・メイブリー     | 第74回ゴールデングローブ賞ミュージカル・コメディ映画部門主演女優賞ノミネート 日本劇場未公開 | 松井茜         |
| 2017   | 心のカルテ To the Bone                                      | エレン                 | 日本劇場未公開                                                                              | 田中晶子       |
| 2017   | オクジャ/okja Okja                                          | レッド                 | Netflixで配信                                                                               | 不明           |
| 2019   | テッド・バンディ Extremely Wicked, Shockingly Evil and Vile | エリザベス・ケンドール |                                                                                             | 清水理沙       |
| 2019   | トールキン 旅のはじまり Tolkien                             | エディス・ブラット     |                                                                                             | 清水理沙       |
| 2020   | インヘリタンス Inheritance                                  | ローレン・モンロー     |                                                                                             | 武田華         |
| 2022   | 運命のイタズラ Windfall                                     | 妻                     | Netflixオリジナル                                                                           | 清水理沙       |
| 2024   | MaXXXine マキシーン MaXXXine                                | モリー・ベネット       |                                                                                             |                |
| 2024   | The Summer Book                                             | N/A                    | 製作総指揮                                                                                  | N/A            |
| TBA    | Halo of Stars                                               | ミスティ・ドーン       | ポストプロダクション                                                                        |                |

### テレビ番組
| 放映年    | 邦題 原題                                            | 役名                     | 備考                                                            | 吹替           |
| --------- | ---------------------------------------------------- | ------------------------ | --------------------------------------------------------------- | -------------- |
| 2009      | 新ビバリーヒルズ青春白書 90210                       | フィービー・エイブラムス | シーズン1第23話 「波乱のプロム」、第24話 「青春の光、愛情の影」 |                |
| 2012      | Femme Fatales                                        | なし（看護師）           | エピソード 「Crazy Mary」                                       | N/A            |
| 2016-2017 | ラスト・タイクーン The Last Tycoon                   | セシリア・ブレイディ     | 計9話出演                                                       | 下山田綾華     |
| 2018-2019 | レ・ミゼラブル Les Misérables                        | ファンテーヌ             | ミニシリーズ、計3話出演                                         | 永宝千晶       |
| 2020-     | エミリー、パリへ行く Emily in Paris                  | エミリー・クーパー       | 主演、兼製作総指揮                                              | 清水理沙       |
| 2021      | CALLS コール Calls                                   | カミラ                   | 声の出演 第1話「終わり」                                        | 小林さとみ     |
| 2021      | ラリーのミッドライフ★クライシス Curb Your Enthusiasm | 本人                     | 計1話出演                                                       | （吹替版なし） |

### ミュージックビデオ
| 発表年 | タイトル         | 役名       | アーティスト                       |
| ------ | ---------------- | ---------- | ---------------------------------- |
| 2013   | "Claudia Lewis"  | Alien Girl | M83                                |
| 2013   | "City of Angels" | 本人       | サーティー・セカンズ・トゥ・マーズ |

## 受賞歴
| 年   | ノミネート対象           | 賞                           | カテゴリ                                         | 結果       | 参照   |
| ---- | ------------------------ | ---------------------------- | ------------------------------------------------ | ---------- | ------ |
| 2008 | 本人                     | ヤング・ハリウッド・アワード | One to Watch                                     | 受賞       |        |
| 2012 | 白雪姫と鏡の女王         | ティーン・チョイス・アワード | 映画女優: サイファイ/ファンタジー                | ノミネート | [ 24 ] |
| 2013 | 白雪姫と鏡の女王         | OFTA 映画アワード            | 最優秀音楽 - 楽曲                                | ノミネート |        |
| 2013 | シャドウハンター         | MTVムービー・アワード        | Summer's Biggest Teen Bad A**                    | ノミネート |        |
| 2014 | シャドウハンター         | ティーン・チョイス・アワード | 映画女優: アクション                             | ノミネート | [ 25 ] |
| 2016 | ハリウッド・スキャンダル | ゴールデングローブ賞         | 映画部門 主演女優賞 (ミュージカル・コメディ部門) | ノミネート |        |